# Globe EDM Sessions
『globe EDM Sessions』（グローブ・イーディーエム・セッションズ）は、globeの7枚目のリミックス・アルバム。2013年3月27日に発売。発売元はavex globe。

## 解説
2011年10月24日にKEIKOがクモ膜下出血で倒れ手術を受けて以降、globeとして活動不能状態であったが、2012年9月に小室哲哉がマーク・パンサーと共にTwitter上で「（globeの）ともしびを消さぬようKCOが元気になるまで活動しようってことになりそうです」と発言した。今作はその発言以降、globeとしての再活動第1弾となる。
マークがDJとして各地のクラブを回っている最中、ラストで『Feel Like dance』をかけたところ、とても評判が良かったため、それをクラブ寄りのEDMにアレンジしたことが今回のアルバム誕生のきっかけとなっている。また、フランスと日本を行き来しながら制作した音源を実際にクラブで流し、観客の反応を見ながらアレンジを調節した。
小室は同時期に自身のソロアルバム「DEBF3」を制作していたが、「もし(ソロアルバムを)やっていなかったら、その曲をglobeの曲として使っていたかもしれない」とコメントしている。小室は自身が手掛けたリミックスについて、『garden』はダブステップを意識し、『try this shoot』はモノフォニックで作ったとTwitterで解説している。

## 収録曲
全作曲:小室哲哉

作詞:小室哲哉（1～3）、小室哲哉&MARC（4～9）、

MARC&KEIKO（10）、KEIKO&MARC（11）

Remixed by PANTHER PRODUCTIONS（1～9）、小室哲哉（10,11）
1. Feel Like dance（2013 ORIGINAL PANTHER D.B.R REMIX）
2. Joy to the love（2013 ORIGINAL PANTHER D.B.R REMIX）
3. SWEET PAIN（2013 ORIGINAL PANTHER D.B.R REMIX）
4. DEPARTURES（2013 ORIGINAL PANTHER D.B.R REMIX）
5. FREEDOM（2013 ORIGINAL PANTHER D.B.R REMIX）
6. FACE（2013 ORIGINAL PANTHER D.B.R REMIX）
7. Love again（2013 ORIGINAL PANTHER KOZY.H REMIX）
8. wanna Be A Dreammaker（2013 ORIGINAL PANTHER D.B.R REMIX）
9. Many Classic Moments（2013 ORIGINAL PANTHER D.B.R REMIX）
10. garden（TK Remix）
11. try this shoot（TK Remix）

### mu-moショップ販売 特典CD
- globe EDM MegaMix by DJ Marc Panther

## 参考・外部リンク
- 3月27日発売「globe EDM Sessions」の全容が明らかに！　- globe Official Website
- 3月27日発売「globe EDM Sessions」の全容が明らかに！　- TETSUYA KOMURO official website